# ViViD LIVE 2012「TAKE OFF 〜Birth to the NEW WORLD〜」at日本武道館
『ViViD LIVE 2012「TAKE OFF 〜Birth to the NEW WORLD〜」at日本武道館』（ヴィヴィッド・ライブ・ツーサウザンドトゥエンティ・テイク・オフ・バース・トゥ・ザ・ニュー・ワールド・アット・にほんぶどうかん）は、日本のロックバンド・ViViDの2作目の映像作品。

## 内容
前作『-インディーズラスト- ViViD ONEMAN LIVE「光彩GENESIS」2010.12.27 Shibuya C.C.Lemon Hall』から約1年ぶりとなるライブ・ビデオ。
同年1月7日に行われた日本武道館でのワンマンライブの模様が収録されている。また、初回生産分はスペシャルスリーブケース仕様となっている。

## 収録映像曲

### DISC 1
1. 「夢」〜ムゲンノカナタ〜
2. カケラ
3. 69-Ⅱ
4. Re:Load
5. Distance of mind
6. Take-off
7. 悪女♂トリッキー
8. BLUE
9. Trail of Tears
10. Rem
11. 夏花
12. Drums Solo
13. risk
14. CRISIS
15. vanity
16. FAKE
17. キミコイ

### DISC 2
1. message
2. PRECIOUS
3. Across The Border
4. survive
5. Dear
6. Document of 「TAKE OFF 〜Birth to the NEW WORLD〜」